# 니노미야 군에게 애도를
니노미야 군에게 애도를(ご愁傷さま にノ宮くん)는 스즈키 다이스케가 쓰고 타카나에 쿄린이 그린 동명소설이자, 그 소설을 원작으로 하는 TV애니메이션이다. 일본에서는 후지미쇼보(富士見書房)의 '후지미 판타지아 문고'를 통해 2004년에 출판되었고, 대한민국에서는 학산문화사에서 '니노미야 군에게 애도를!'라는 이름으로, 2006년부터 번역되어 출판되었다. 현재 원작은 단편본 10권·단편 7권으로 완결되었으며, 제16회 판타지아 장편소설대상 가작 수상작이기도 하다. 2007년에는 TV애니메이션화되어 총 12화로 완결되었다.
※ご愁傷さま(御愁傷様)은 '불행을 당한 사람에게 하는 인사말', '상대의 실패나 실망을 가볍게 비꼬는 말'이라는 사전적 의미를 가지고 있다.

## 줄거리
놀라운 신체 능력과 격투 기술을 가진, 주인공 '니노미야 슌고'. 그러던 어느날, 학교에서 반 친구들에게 장난을 당하던, 그의 앞에 군용헬기를 타고 나타난, 수수께끼의 서큐버스와 비슷한 체질을 가진 소녀 '츠키무라 마유'. 그리고 슌고의 누나인 '니노미야 료코'와 마유의 오빠인'츠키무라 미키히코'는 마유가 가진 남성공포증을 치료한다는 목적으로, 슌고에게 마유와의 동거를 명령하게 돼버린다. 게다가 슌고를 몰래 짝사랑해 온, 슌고의 선배이자 학생회장인 '호죠 레이카' 역시 미키히코와 료코의 계략(?)으로, 니노미야 저택의 메이드로서 동거하게 돼버린다. 이로써, 얼떨결에 같이 살게 된 세 사람... 그리고 밝혀지는 그 세 사람 사이에 있었던 잊혀진 과거의 추억과, 그들에게 있는 비밀들......

## 등장인물
- 인물 소개는 애니메이션판 설정 및 내용을 기준으로 한다.

니노미야 슌고(二ノ宮 峻護)
성우 - 마지마 쥰지/타카가키 아야히/심규혁/정윤정 (성우) (어린 시절의 슌고 목소리와 슌고의 기억 속 소년 목소리)
이 작품의 주인공으로, 니노미야家(특히, 누나 료코)의 노예(?)이자, 같은 반 친구들로부터는 모두의 장난감 취급을 받고 있는 불행한 청소년. 전 세계를 방랑하고 있는 부모님과 방랑벽이 있는 누나로 인해, 대부분의 시간을 홀로 지낸다고 한다. 누나의 훈련(?)과 영향(?) 덕분인지, 신체 능력과 전투 능력이 대단하며, 가사 능력 또한 수준급이다. 성격은 무뚝뚝한 편이나 자상한 면을 지니고 있다. 그리고 마유의 능력에는 어느 정도 내성을 갖고 있기 때문에, 마유의 남성공포증을 없애는 훈련 및 위기에 처한 마유를 도와주곤 한다.
과거에 마유와 레이카하곤 친구 사이었지만, 과거에 정기가 부족해 눈을 감기 일보 직전의 마유를 깨우기 위해 마유에게 키스를 하다 자신의 정기를 마유에게 내주었던 일로 인해, 과거의 기억을 잃어버렸다고 한다. 하지만 여러 일을 겪어 가면서 잃어버린 자신의 과거 기억을 점점 되찾게 된다.
츠키무라 마유(月村 真由)
성우 - 카도와키 마이/쇼지 우메카/조경이 (어린 시절의 마유 목소리와 슌고의 기억 속 소녀 목소리)
이 작품의 첫 번째 메인 히로인으로, 서큐버스와 비슷한 체질을 가진 소녀이다. 그 체질로 인해, 남성들을 홀리는 능력을 지녔지만 본인은 그 능력을 제대로 조절할 수 없어 무의식적으로 능력을 발산해버려 원치 않게 남자들을 홀리게 만들곤 한다. 게다가 귀여운 외모와 몸매 때문에 그 효과가 더 가중되곤 한다. 또한 자신의 몸에 접촉한 남자를 기절시킬 수 있는 능력도 가지고 있다. 하지만 그녀는 극단의 남성공포증을 지녀서, 극 중에선 오빠인 미키히코와 슌고 등 소수의 남성들 외엔 제대로 대면할 수도 없다. 그것 때문에 항상 니노미야 슌고로부터 도움을 받고 있는 처지이다. 성격은 내성적이나, 과거엔 정의감이 넘치고 무모하고 기운이 넘치는 면이었다. 항상 자신을 도와주는 슌고에게 점점 호감을 느껴 간다. 천진난만하고 사고뭉치에 덜렁되는 면을 가지고 있고, 또한 본인은 모르지만 은근히 레이카를 짜증나게 하는 언행(?)을 잘 하는 편이다. 그리고 의외로 동인지를 좋아하는 이면을 가지고 있음.
그러나 그녀는 과거의 '그 일'로 인해, 그녀는 과거의 기억을 기억의 저편에 봉인해두었지만, 모종의 일로 다시 과거의 기억을 떠올리게 돼버린다. 기억을 떠올린 그녀는, 과거 자신이 행한 행동으로 인해, 슌고와 레이카에게 상처 및 피해를 줬다고 생각하고 둘의 행복을 빌며 슌고의 곁을 떠나게 된다. 그리고 더군다나 그녀는 정기부족으로 인해, 과거에 이어 다시 한 번 눈을 감게 될 위기에 처해 있었다. 그러나 마지막에 슌고와 먼저 키스를 한 레이카가 실수로 그녀와 키스를 하게 되었고, 이것을 통해, 슌고의 정기를 간접적으로 얻어 다시 기운을 차리게 된다.
호죠 레이카(北条 麗華)
성우 - 사와시로 미유키/김현지 (성우)
이 작품의 두 번째 메인 히로인로, 슌고와 마유가 다니는 사립진구지학교의 학생회장이자, 선배 그리고, 일본의 경제를 쥐고 있는, 재벌 호죠 콘체른(Konzern, 법률적으로 독립하고 있는 몇 개의 기업이 출자 등의 자본적 연휴를 기초로 하는 지배 ·종속 관계에 의해 형성되는 기업결합체/≒'재벌')의 차기 총수이기도 하다. 학교의 모든 학생들로부터 존경과 선망의 대상으로 자리매김하고 있기도 하다. 옛날부터 슌고를 남몰래 좋아해 왔지만 겉으론 슌고에게 관심 없는 척 차갑게 대하는, 츤데레적인 모습을 보이고 있다. 그러다 료코와 미키히코의 계략(?)에 빠져, 강제적으로 니노미야 저택의 메이드로 들어오게 돼버린다. 그리고 그녀는 불순한 이성 교제 행위를 견제하고 학원의 풍기를 유지한다는 이유로, 그 둘의 일거수일투족을 감시하게 된다.
유일하게 처음부터 슌고와 있었던 과거의 일을 기억하고 있었다. 또한 그녀는 과거에 있었던,과거의 '그 일'이 원인이 되어 이중인격을 가지게 돼버렸다고 하며 극 중에선 슌고에 대한 독점욕과 애정으로, 서큐버스의 능력을 가진 숨은, 제2인격이 나와 모든 수단과 방법을 이용해 슌고를 독점하려 했으나, 마지막엔, 레이카 안에서 주인격의 레이카가 제2인격의 레이카에게 사과를 하고, 그리하여 제2인격이 사라져 버리고 다시 원래의 상태로 돌아오게 된다.
호사카 미츠루(保坂 光流)
성우 - 미야타 코우키/남도형
레이카의 하인같은 존재로, 레이카하곤 같은 학년에 재학 중이다. 항상 레이카의 곁을 지키며 돌봐주면서, 레이카의 행복만을 위해 움직이고 그녀에게 충성을 바치고 있다. 메이드가 돼버린 레이카를 따라 그 역시 니노미야 저택에서 신세를 지고 있는 형편. 평소엔 레이카에게 얻어 맞기만 하는, 순진하고 한심한 모습을 보이지만, 성격과 숨겨진 실력(예를 들자면, '헬기 조종 능력'이라든지, '전투 능력'이라든지) 면에선 무시무시한 데가 있어 방심할 수 없다고 한다.
니노미야 로쿄(二ノ宮 涼子)
성우 - 네야 미치코
니노미야 슌고의 누나로, 스타일이 좋고 미모도 뛰어나지만 매우 이기적이고 성격을 가졌고 또한 새디 기질도 가진 것처럼 보이는 여자. 뚜렷한 직업 없이 전 세계를 떠돌며 여러 가지 일들(예를 들자면, '용병'이라든지, '보건 선생님'이라든지...)을 하며 살고 있다. 항상 동생인 슌고를 장난감 겸 노예 취급하며 그를 혹사시키기 일쑤이나 그녀 역시 진심으로 동생을 걱정하고 있는 것처럼 보이기도 한다. 또한 그녀의 한 마디에 전 세계의 정세를 뒤흔들 수 있다는 뒷소문이 있으나 진실은 밝혀지지 않았다. 미키히코와 함께, 마유의 남성공포증을 없애는 훈련을 주도해 나가고 있다. 그리고 전투 능력은 슌고보다 한수 위.
츠키무라 미키히코(月村 美樹彦)
성우 - 나리타 켄
츠키무라 마유의 오빠로, 키가 크고 핸섬한 외모를 가진 남자. 친오라서 그런지 마유와 가깝게 지낼 수 있는 몇 안되는 남자이기도 하다. 료코와 마찬가지로, 전 세계를 무대로 활동하며 여러 가지 일들(예를 들자면, '학교 청소'라든지, '용병'이라든지..)을 하고 지내온 듯 하며 지금도 그러는 것처럼 보인다. 그 역시 동생인 마유를 진정으로 아끼고 있는 듯 하며, 간간이 슌고를 괴롭히는 걸 즐기는 듯 한 언행을 보이기도 한다. 또한 그는 료코와 마찬가지로, 전투의 달인인 듯....
아야카와 히나코(綾川 日奈子)
성우 - 아케사카 사토미
슌고와 마유의 클래스메이트로, 슌고에게 장난을 치는 걸 좋아하며, 전학을 와서 어울리지 못 하는 마유를 챙겨주는 상냥한 성격을 지녔다. 그녀 역시 동인지를 좋아하며 그걸 계기로 마유와 친해짐.
요시다 헤이스케(吉田 平介)
성우 - 콘도 타카시
슌고의 클래스메이트. 슌고를 괴롭히는 걸 즐김.
이노우에 타이치(井上 太一)
성우 - 호시 소이치로
슌고의 클래스메이트. 슌고를 괴롭히는 걸 즐김.
키리시마 시노부(霧島 しのぶ)
성우 - 치바 사에코
호죠가의 메이드장으로, 호죠 레이카를 보좌하고 위해 그녀 역시 니노미야 저택에서 지내고 있다. 미츠루하곤 꽤 친한 듯 하며 은근히 레이카에게 사랑받길 원하는 듯 한 언행을 보이곤 한다.
오쿠시로 이로리(奧城 いろり)
성우 - 츠나카케 히로미
슌고와 마유의 클래스메이트로, 애니에선 슌고와 같이 수학여행 실행위원을 맡고 있다. 애니 속에서 히나코의 말로는 보기엔 평범하고 존재감이 없어 보이나 본성을 감추고 있는 듯 하다고 말한다. 슌고에게 호감을 갖고 접근하며, 슌고를 자신의 손에 넣으려고 한다. 그녀 역시 마유와 같은, 서큐버스와 비슷한 체질을 가졌다.
오쿠시로 타스쿠(奧城 たすく)
성우 - 유사 코지
이로리의 의붓오빠로, 그는 마유에게 노리고 접근하는데 그 이유는 과거에 이로리 앞에서 자신에게 굴욕을 선사한 슌고에게 복수하기 위함이었다. 의붓여동생인 이로리를 좋아하고 있음. 그 역시 인큐버스와닮은 체질을 가진 듯....
코모토 요이치(甲本 陽一)
성우 - 이시가미 유이치
사립진구지학교의 부회장으로, 극중에선 별로 나오지 않음.